# 封鎖線突破章
封鎖線突破章(ふうさせんとっぱしょう、ドイツ語: Abzeichen für Blockadebrecher)は、ナチス・ドイツの勲章。

## 概要
1941年4月1日に制定されたこの勲章は、海上封鎖を突破しようとしたドイツの商船乗組員に授与された。
オットー・プラチェクによるデザインのこの勲章は、亜鉛とトムバックでできている。封鎖線突破章は、鷲に導かれ航行する客船を鎖で囲んだデザインであるが、描かれている客船のモデルはブレーメンである。ブレーメンは、第二次世界大戦勃発時にニューヨークからドイツ本国までイギリスの目を掻い潜りながら航行し帰還した客船であり、封鎖線突破章制定のきっかけとなった。
封鎖線突破章は制服、軍服の左胸ポケット下に佩用する。